# پتاسیم هیدروژن اکسالات
پتاسیم هیدروژن اکسالات (به انگلیسی: Potassium hydrogenoxalate) یک ترکیب شیمیایی با شناسه پاب‌کم ۲۳۶۶۲۳۸۶ است. شکل ظاهری این ترکیب، جامد بلوری سفید است.